# Les Gens de la ville
Les Gens de la ville est la première partie du spectacle de Jean Ferrat, représentée au Palais des sports de Paris en octobre 1972. Il s'agit de son dernier spectacle.
Cette partie est conçue par Henri Gougaud, Guy Lauzin et Jacques Noël. Elle est mise en scène par Guy Lauzin, mise en musique de Alain Goraguer et décorée par Jacques Noël.

## Participation
- La compagnie des ballets Anne Béranger
- Alain Goraguer
- Francis Lemarque
- Les Troubadours
- Les Gens de la ville